# Madame Marcotte de Sainte-Marie
Retrato de Madame Marcotte de Sainte-Marie es una pintura de 1826 de Jean-Auguste-Dominique Ingres de Suzanne Clarisse de Salvaing de Boissieu, esposa de Marcotte de Sainte-Marie. Es uno de sus pocos retratos femeninos que realizó en París después de su regreso de Roma. Los bocetos previos a su realización se encuentran en el Louvre y una galería en Montauban.
La pintura perteneció a la retratada hasta su muerte en 1862, cuando la heredó su hijo Henri Marcotte de Sainte-Marie y en 1916 los hijos de este. En 1923 fue comprada vía David David-Weill por el Louvre, donde se exhibe.